# 甘尼夫卡 (諾維布格區)
47°32′15″N 32°21′41″E / 47.53750°N 32.36139°E
甘尼夫卡（烏克蘭語：Ганнівка），是烏克蘭南部的村莊，隸屬尼古拉耶夫州的巴什坦卡區。該村面積0.59平方公里，海拔高度18米，2001年人口355，人口密度每平方公里601.7人。